# Bolesław Ocias
Bolesław Ocias (ur. 30 maja 1929 w Częstochowie, zm. 16 czerwca 2019 tamże) – polski dyrygent, kompozytor i pedagog.

## Życie i działalność
Bolesław Ocias urodził się w Częstochowie, w niezamożnej, wielodzietnej rodzinie. Przebieg jego zawodowej kariery rozwijał się w nietypowy sposób. W 1945 roku wstąpił do nowicjatu zgromadzenia Ojców Salezjanów w Krakowie, gdzie – jako student seminarium duchownego – odbywał przez dwa lata studia filozoficzne. W 1948 roku podjął pracę pedagogiczną w Szkole Organistowskiej Towarzystwa Salezjańskiego w Przemyślu, której następnie został uczniem. Kształcił się w zakresie gry na fisharmonii, trąbce i wiolonczeli, a także w zakresie przedmiotów teoretycznych. Jego nauczycielami byli w tym czasie m.in. Feliks Rączkowski, Władysław Oćwieja oraz rodzony brat prymasa Augusta Hlonda - ks. Antoni Hlond.
W latach 1952–1956 studiował w Państwowej Wyższej Szkole Muzycznej (obecnie Uniwersytet Muzyczny Fryderyka Chopina) w Warszawie, dyrygenturę u Tadeusza Wilczaka i Stanisława Nawrota oraz kompozycję u Tadeusza Szeligowskiego. Dodatkowo doskonalił się w zakresie gry na organach w klasie Feliksa Rączkowskiego.
W okresie studiów pracował przez dwa lata w Państwowym Zespole Pieśni i Tańca „Mazowsze”, w charakterze nauczyciela solfeżu i emisji głosu. Po ukończeniu studiów pełnił przez trzy miesiące funkcję kierownika muzycznego w Polskim Radio. Następnie podjął pracę jako dyrygent w operetkach i teatrach muzycznych. Początkowo pracował w Operetce Lubelskiej, później w Teatrze Muzycznym w Warszawie, a następnie przez 18 lat w Państwowej Operetce Śląskiej w Gliwicach, jako dyrygent i kierownik muzyczny. Współpracował również z teatrami dramatycznymi jako kierownik muzyczny oraz jako autor muzyki lub opracowania strony muzycznej dramatów, komedii i wodewilów.
Od 1977 roku związany był zawodowo z Częstochową. Podjął pracę pedagogiczną w Zespole Szkół Muzycznych im. M. J. Żebrowskiego, gdzie prowadził szkolną orkiestrę oraz propedeutykę improwizacji fortepianowej i kompozycji. Równocześnie wykładał w Instytucie Muzyki Wyższej Szkoły Pedagogicznej (obecnie Uniwersytet Humanistyczno-Przyrodniczy im. Jana Długosza), gdzie w latach 1991–1994 pełnił funkcję kierownika Zakładu Dyrygowania. Z jego inicjatywy powołano cykl koncertów pedagogów Instytutu Muzyki WSP w Filharmonii Częstochowskiej z towarzyszeniem orkiestry Filharmoników Częstochowskich (od 1989 roku). Podczas tych koncertów wielokrotnie dyrygował sam B. Ocias.
W Częstochowie Bolesław Ocias prowadził także działalność dyrygencką. W latach 1970–1982 był dyrygentem Chóru Męskiego Pochodnia w Częstochowie. Był także kierownikiem muzycznym zespołów folklorystycznych: Zespołu Pieśni i Tańca Częstochowa oraz Zespołu Folklorystycznego Polanie przy WSP i Politechnice Częstochowskiej, którego był współzałożycielem. Na potrzeby tych zespołów skomponował lub opracował szereg utworów. Przez trzy lata był także kierownikiem muzycznym Teatru Dramatycznego im. A. Mickiewicza w Częstochowie. Jako dyrygent współpracował również gościnnie z Filharmonią Częstochowską.
Ponadto, wielokrotnie zasiadał w jury konkursów i festiwali, m.in. Festiwalu Muzyki Chóralnej w Częstochowie (2004).
Jest laureatem Nagrody Prezydenta Miasta Częstochowy w dziedzinie muzyki i baletu (1999).
Twórczość kompozytorska Bolesława Ociasa jest zróżnicowana pod względem stylistycznym oraz w zakresie wykorzystywanych gatunków i form. Obejmuje ona utwory instrumentalne (w tym na orkiestrę, na różne zespoły kameralne oraz kompozycje na instrument solo), wokalne (na różne rodzaje chórów a cappella) i wokalno-instrumentalne. Dominującym obszarem zainteresowań twórczych Ociasa jest muzyka baletowa oraz muzyka do spektakli teatralnych. Na osobnym biegunie sytuują się opracowania i transkrypcje utworów innych kompozytorów oraz stylizacje pieśni ludowych. Do jego najważniejszych dzieł należą m.in.: Concertino na fortepian i orkiestrę oraz Missa solemnis na chór i orkiestrę.

## Ważniejsze kompozycje

### Instrumentalne

#### Orkiestrowe
- Ballada morska na orkiestrę – muzyka baletowa do operetki Panna Wodna Jerzego Lawiny-Świętochowskiego
- Concertino na fortepian i orkiestrę
- Maski – suita baletowa na orkiestrę
- Muzyka baletowa do musicalu Szalona dziewczyna George’a Gershwina na orkiestrę (temat G. Gershwina)
- Oberek na orkiestrę
- Trzy balety na orkiestrę do sztuki Żółta szlafmyca Witolda Rudzińskiego (temat W. Rudzińskiego)

1. Oberek-kujawiak
2. Mazur
3. Krakowiak

- Uwertura do komedii muzycznej Kochajcie nas dziewczęta na orkiestrę
- Uwertura do musicalu Zawisza Czarny na orkiestrę

#### Kameralne
- I Kwartet na instrumenty dęte drewniane
- II Kwartet na instrumenty dęte drewniane
- Kwartet na flet i 3 klarnety

#### Solowe
- Preludium na fortepian
- Sonatina na fortepian
- Toccata na fortepian
- Wariacje na temat Mozarta na fortepian

### Wokalne

#### na chór mieszany a cappella
- Bo przecież Polska na chór mieszany
- Kołysanka 1981 na chór mieszany
- Spodobała mi się baba na chór mieszany
- Wieczór na chór mieszany
- Słopiewnie na głos solo i chór mieszany

#### na chór żeński lub męski a cappella
- A czego rżysz – dumka na chór żeński
- Maryśka na chór męski
- Na czarne dzisiaj moda na kwartet męski

### Wokalno-instrumentalne

#### na głosy, chór i orkiestrę
- Bolero na sopran i orkiestrę
- Cztery piosenki dla dzieci na jednogłosowy chór dziecięcy i orkiestrę, sł. B. Ocias:

1. Zagadka
2. Mój tata gra na trąbie
3. Kocham Cię Mamo
4. Abecadło z pieca spadło

- Espagnola na głos ad libitum i orkiestrę
- Kochajcie nas dziewczęta – musical na głosy solowe, chór i orkiestrę, libretto Albin Siekierski (nieukończony)
- Missa solemnis na chóry i orkiestrę
- Suita Łowicka na chór i orkiestrę kameralną
- Zawisza Czarny – musical na głosy solowe, chór i orkiestrę, premiera 1977, Operetka Lubelska

#### na głosy, chór i fortepian lub organy
- Piękne goździki na chór mieszany i fortepian (opracowanie)
- W polu lipeńka na chór mieszany i fortepian (opracowanie)
- Polonez na chór mieszany i fortepian
- Ave Maria na chór mieszany lub męski a cappella lub z fortepianem (organami)
- Raz tak babie zbrzydło życie na głos solo, chór mieszany i fortepian
- Zaloty na głos solo, chór mieszany i fortepian
- Tu es Petrus na chór męski i organy lub fortepian
- Twoje oczy na kwartet męski i fortepian
- Polonez powitalny na chór unisono i fortepian

#### na głos i fortepian
- Kołysanka na sopran i fortepian
- Pieśń zbójów na głos i fortepianu

### Aranżacje, instrumentacje, transkrypcje, parafrazy

#### Transkrypcje i prafrazy
- Gioacchino Rossini – Tarantella na marimbę i orkiestrę
- Nikołaj Rimski-Korsakow – Lot trzmiela na marimbę i orkiestrę
- Ferenc Liszt – II Rapsodia węgierska na marimbę i orkiestrę
- Fryderyk Chopin – Etiuda E-dur na orkiestrę
- Johann Sebastian Bach – Preludium C-dur na orkiestrę
- Karol Szymanowski / Paweł Kochański – Taniec z Harnasiów na skrzypce solo i orkiestrę
- Fritz Kreisler – Radość miłości, walc na sopran koloraturowy, chór mieszany i orkiestrę

#### Aranżacje
- Aranżacja musicalu My Fair Lady
- Aranżacja operetki Panna Wodna J. Lawiny-Świętochowskiego
- Aranżacje kilkunastu kolęd dla Filharmonii Częstochowskiej i Ośrodka Promocji Kultury Gaude Mater w Częstochowie na głosy solowe, chóry i orkiestrę (kolędy polskie i innych narodów)
- Aranżacje kilkunastu utworów muzyki religijnej dla Filharmonii Częstochowskiej z okazji pobytu Papieża Jana Pawła II w Częstochowie

### Muzyka teatralna
- Opracowania i ilustracje muzyczne do sztuk dla Teatru im. A. Mickiewicza w Częstochowie

1. Wędrowni komedianci – bajka muzyczna
2. Taka noc nie powtórzy się więcej – aranżacje piosenek lat międzywojennych na głos i orkiestrę
3. Czas na kabaret J. Pietrzaka - aranżacje piosenek na głos i orkiestrę kameralna
4. Zielony Gil – muzyka do sztuki Tirso di Molina (współautorstwo)

- Muzyka ilustracyjna do kilku sztuk dramatycznych